# Константин (форт)
Форт «Константин» (Форт «Великий Князь Константин») — один из артиллерийских фортов, защищающих гавани Кронштадта с юга. 
Форт входит в число самых крупных артиллерийских фортификационных сооружений Кронштадта.

## Деревянная батарея
Зимой 1808 года в связи с началом военных действий английского флота в Балтийском море Морское ведомство приняло решение «построить батарею в два яруса для 45 пушек» для обороны. Весной на отмели в северной части кронштадтского рейда установили деревянные срубы, которые были засыпаны камнем. На этом основании, возвышавшемся на 1,5 метра над ординаром, начали строительство деревянной батареи.
Размеры батареи:
- высота валганга — около трёх метров над ординаром;
- длина фронта — около 170 метров;
- ширина — около 10 метров.

Батарея, получившая название «Двойная Южная», была вооружена двадцатью пятью 36-фунтовыми, двенадцатью 30-фунтовыми пушками и двенадцатью единорогами. Гарнизон состоял из 250 человек личного состава.
Во время наводнения 6 ноября 1824 года батарея пострадала меньше других фортов Кронштадта и была полностью восстановлена к весне 1826 года.
В 1834 году для защиты от возможного нападения с тыла в горже был сооружен капонир (также на засыпном деревянном основании), образовавший открытую с двух сторон внутреннюю гавань. Вокруг батареи, на расстоянии около 200 метров, в дно залива были забиты два ряда свай, чтобы не допустить приближения вражеских судов.
В том же году император Николай I после своего посещения батареи повелел переименовать её в форт «Константин» в честь своего сына великого князя Константина Николаевича, который в 1831 году в возрасте 4 лет был назначен генерал-адмиралом российского флота.

## Каменный форт

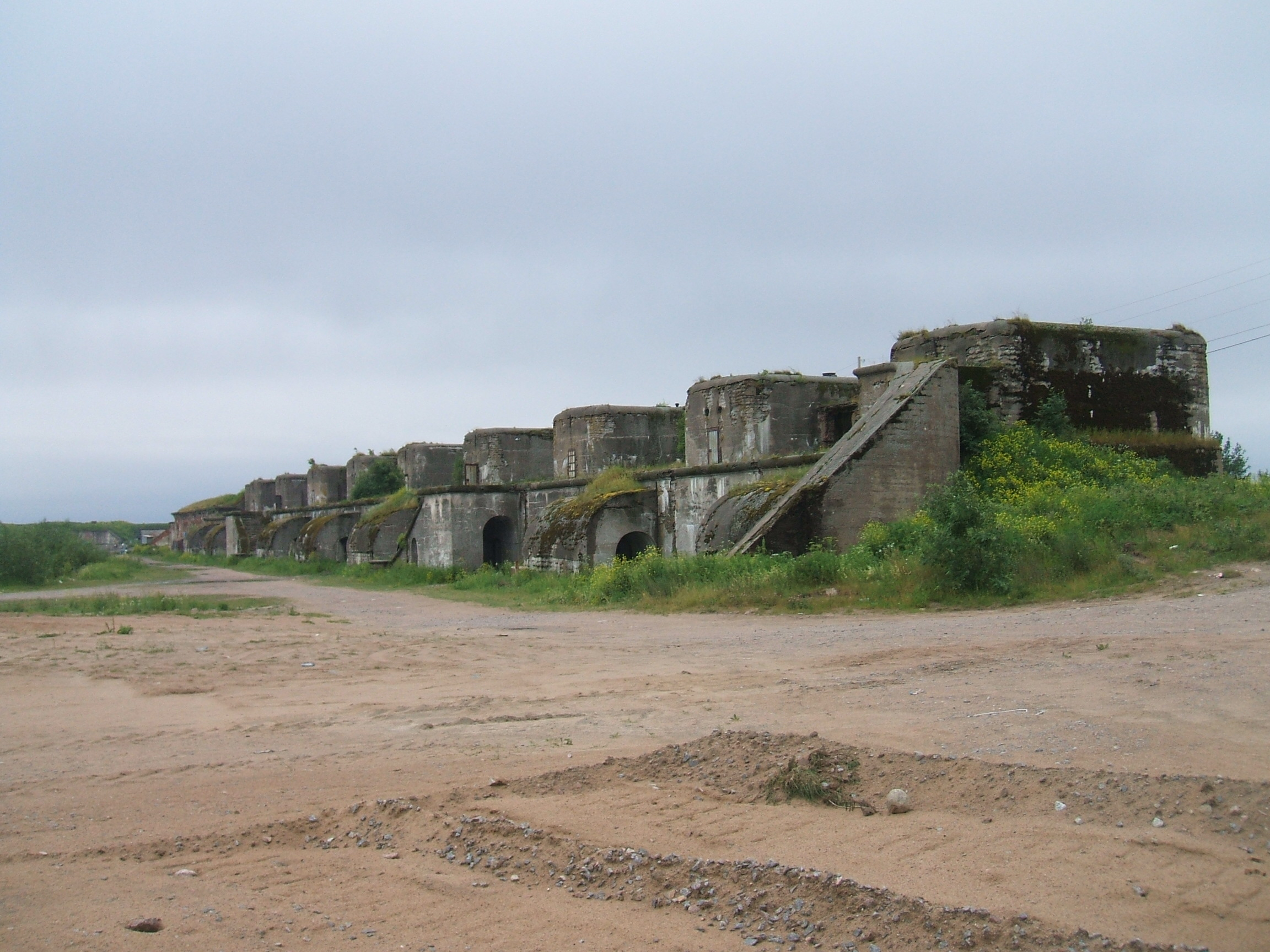
Пороховые погреба 8" и 6" орудий.

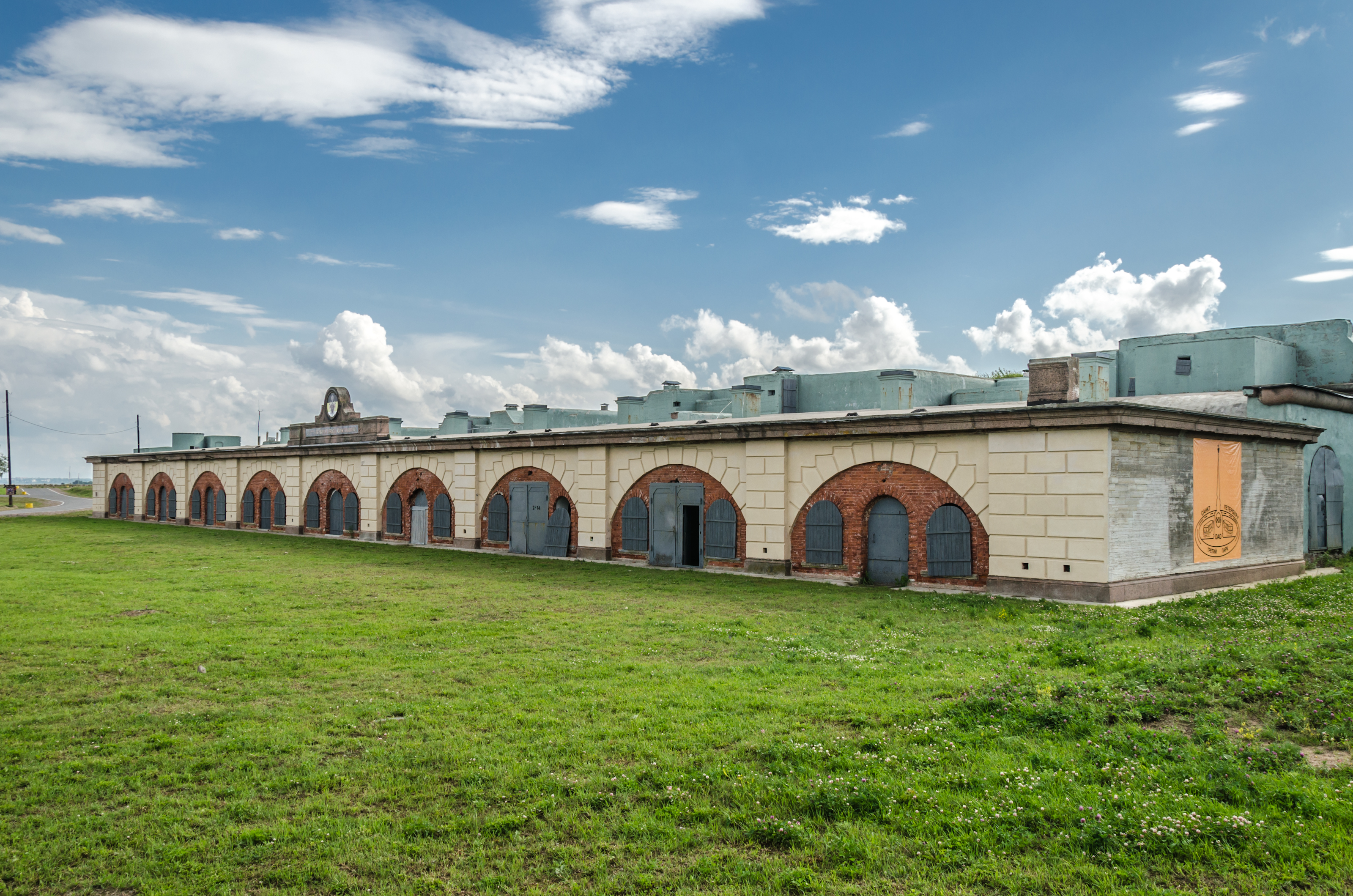
Казарменный корпус.

В начале 1850-х годов в связи с обветшанием деревянные сооружения форта решили разобрать. Работы были завершены к весне 1854 года. В связи с началом Крымской войны на старом ряжевом основании форта «Константин» и Двойной южной батареи была построена временная батарея № 4. После войны Морское ведомство приняло решение создать на месте временной батареи № 4 более мощное и современное укрепление с эскарпной стеной из гранита; данное укрепление должно было обеспечивать защиту от артиллерийского огня и от вражеских десантов. По окончании Крымской кампании на подмогу строителям был вызван из Севастополя будущий инженер-генерал Русской императорской армии А. М. Берх, получивший боевой опыт во время обороны города.
В 1858 году под руководством инженер-генерал-майора И. Г. Дзичканца (с 1860 года — инженер-полковника К. Я. Зверева) впереди существующей временной морской батареи № 4 было начато строительство эскарпной стены новой постоянной Константиновской батареи. Её сложили из гранитных валунов весом по 10 тонн каждый и облицевали гранитными плитами весом по 6 тонн. Швы между облицовочными плитами заделывали свинцовыми полосками. Стену довели до 4 метров в высоту и до 300 метров в длину по фронту. Стена была построена к лету 1860 года, в целом сооружение острова постоянной Константиновской батареи было завершено в 1861 году. Однако, строительство непосредственно батареи затянулось. Фактически боеготовые артиллерийские позиции на постоянной батарее появились только в первой половине 1863 года в ходе экстренного усиления крепости на фоне обострения международной обстановки.
В октябре 1863 года Главное инженерное управление потребовало усилить защиту орудий форта броневыми брустверами (впервые в мировой практике). Первоначально предполагалось устроить четыре бруствера по трем системам:
- на 5 орудий — из гранита, облицованного броневыми плитами, автор проекта инженер-подполковник А. Г. Шведе;
- на 6 орудий — из броневых плит, установленных на треугольных металлических упорах, конструкция разработана в комиссии о броне при ГИУ;
- на 9 орудий — той же системы;
- на 3 орудия — из 30-сантиметровых броневых брусьев, по системе Ланкастера.

В 1863—1865 годах Константиновская батарея и временная батарея № 4 были соединены друг с другом, а левый фланг Константиновской батареи удлинен на 80 метров. На батареях установлены новые 8" орудия Круппа. В 1866 году правом фланге была построена казарма на восемь кубриков с полуподвалом, защита казармы обеспечивалась каменной стеной высотой в два метра, а также земляным валом. В 1868 году была построена казарма в средней части Константиновской батареи.
В 1868 году было принято решение построить новый 6-орудийный бруствер. Изначальное его планировали построить по системе Ланкастера (из броневых брусьев), но в ходе изготовления конструкцию изменили, заменив броневые брусья на плиты. После постройки этот бруствер стали именовать Колпинским. Над существующими брустверами по приказу генерал-адъютанта Э. И. Тотлебена началось сооружение железных блиндажей, присыпанных грунтом. Однако, строительство блиндажей сильно затянулось по причине перебоев с поставками металла. В итоге удалось перекрыть только 3-орудийный бруствер Ланкастера и 6-орудийный бруствер по системе комитета.
13 июня 1868 года батарея «Константин» с присоединённой к ней временной батареей № 4 согласно указу императора Александра II была переименована в морскую южную батарею № 4 «Константин».
В 1870 году на земляном траверсе, расположенном между 9- и 6-орудийными брустверами, был размещен специальный павильон для оптического дальномера по проекту полковника В. Ф. Петрушевского. Верхняя часть павильона вращалась, обеспечивая возможность обзора местности в широком секторе. Связь павильона с фортами «Павел I» и «Александр I» обеспечивалась с помощью специально проложенных подводных кабелей, что позволяло организовать сосредоточенный огонь фортов по цели.

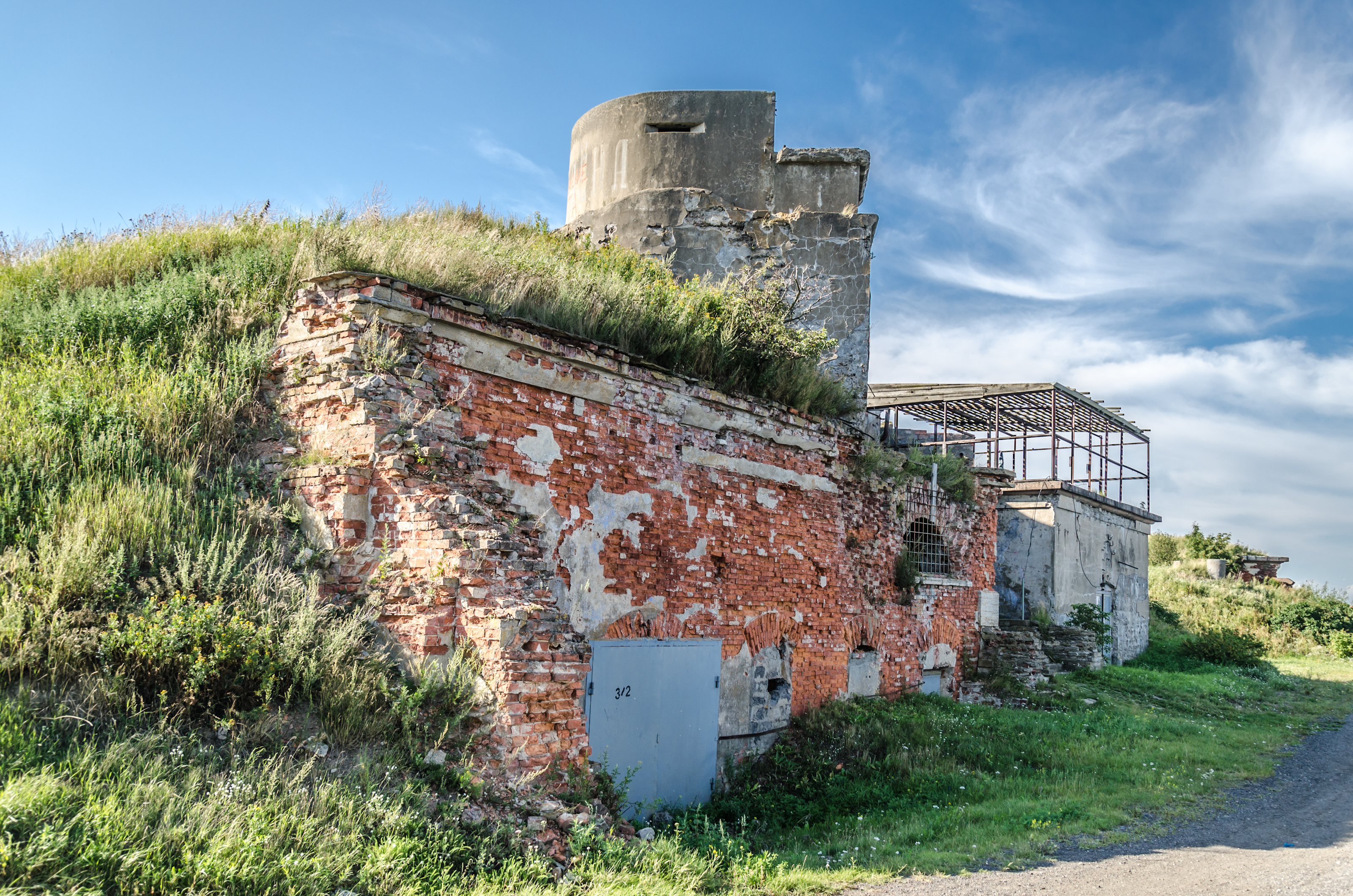
Павильон оптического дальномера.

В том же 1870 году на левом фланге батареи построили казематы и колодцы для установки двух «скрывающихся» орудий системы Паукера — этот механизм позволял довести скорость перезарядки тяжёлых орудий с 5 минут до 15 секунд. Подъёмные механизмы, работающие от парового привода, отлаживали почти семь лет.
В 1872 году форт перевооружили 11" нарезными орудиями, в 1873 году дополнили вооружение 9" нарезной мортирой, а в 1878 году — 14" пушкой Круппа.
В 1890 году была построена дамба, соединившая форт с островом Котлин. По дамбе была проведена железная дорога.
В 1896—1901 годах форт подвергся реконструкции. Была увеличена его площадь (за счёт засыпки части гавани), удлинён правый фланг. Два блиндированных металлических бруствера были разобраны, поскольку на их месте построили бетонную батарею. При этом железный блиндаж с 6-орудийного комитетского бруствера был разобран и перенесён на батарею Шведе. Позади батареи Шведе была построена бетонная батарея на восемь 6" орудий Канэ, соединённая с ней потерной. На правом фланге, возле дальномерного павильона, была построена бетонная батарея на восемь 11" орудий и две 57-мм пушки. На левом фланге были созданы специальные казематированные траверсы, кроме того, устаревшие «скрывающиеся» орудия были заменены двумя новыми 11" пушками.

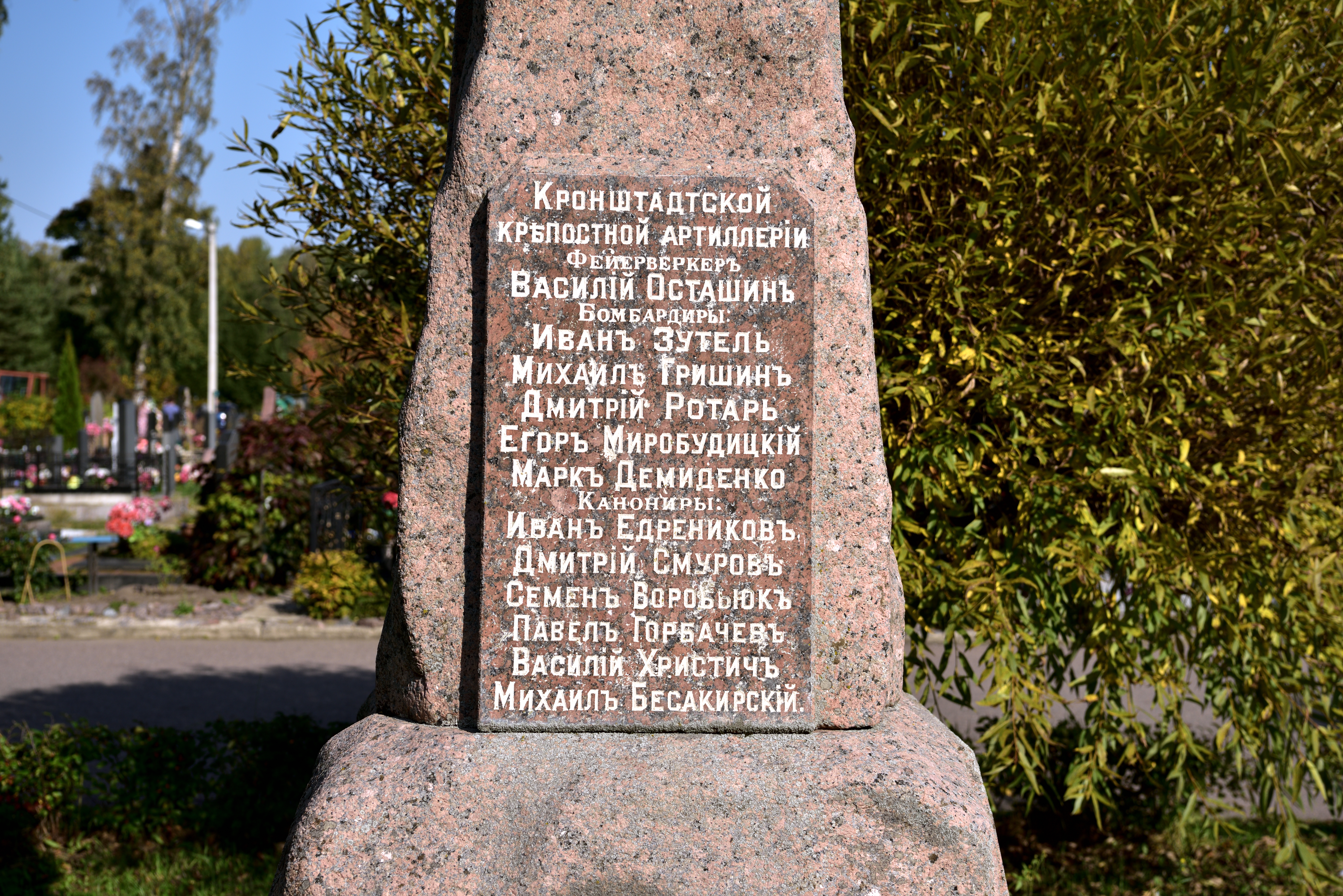
Имена артиллеристов, погибших 30 ноября 1898 года

30 ноября 1898 года в одном из казарменных казематов бетонной 6-дм батареи во время работ с боеприпасом взорвалась бомба. В результате трагедии погибли 14 человек. Их похоронили на Кронштадтском кладбище, захоронение и надгробие сохранились до наших дней.
Летом 1899 года сотрудники Минного офицерского класса проводили экспериментальные исследования по беспроволочной телеграфии между фортами острова Котлин. Во время экспериментов передающая станция была установлена на форте «Константин», а приёмная — на форте «Милютин».
В 1906 году на левом фланге форта установили два 10" орудия. В 1914 году Колпинский броневой бруствер реконструировали в бетонную батарею на два 120-мм орудия. Ещё два 120-мм орудия установили на левом фланге рядом с 10" пушками.
Форт не участвовал в сражениях Первой Мировой и Гражданской войн. В 1924 году форт был переименован в форт «К» («Рошаль»). В 1934-35 годах на форту были построены два пулемётных ДОТа, а левом фланге, на месте позиции 10" орудий, — бетонные защитные сооружения для четырёх 45-мм пушек, которые в годы Великой Отечественной войны обстреливали подступы к Ораниенбаумскому плацдарму.
В 1950-х годах 8-орудийная батарея пушек Канэ была перевооружена на четыре современных 130-мм орудия. В 1960-е годы форт был разоружён и разграблен. В 1980-е годы строители комплекса защитных сооружений осушили вокруг форта большую территорию, устроив на месте форта автобазу.
С 2000 по 2007 год на форте «Александр» проводились ежегодные фестивали электронной музыки FORTDANCE. Также в 2003—2006 годах фестиваль организовывал береговой танцпол на форте «Константин» вместимостью до 30 тыс. человек «с качественным 500-киловаттным звуком, первоклассным лазерным и видео-шоу, системой баров».
C 2006 года форт развивается АО «Третий Парк» как культурно-туристический центр и яхт-клуб.
В 2010 году на Морском Совете Санкт-Петербурга принято решение об организации на форте Константин пункта пропуска через государственную границу России для маломерных судов и яхт в связи с идеальным с точки зрения МАП и контрольных органов расположением форта. Работу по организацию пункта пропуска ведёт АО «Третий Парк» совместно с Росграницей и контрольными органами.
5 августа 2012 года Межведомственная комиссия по приёмке терминала по обслуживанию маломерных судов (форт Константин) постановила принять в эксплуатацию морской грузопассажирский постоянный многосторонний пункт пропуска через государственную границу Российской Федерации в морском порту «Большой порт „Санкт-Петербург“».